# Captain Star
Captain Star è una serie televisiva animata britannica e canadese del 1997, creata da Steven Appleby, Frank Cottrell Boyce e Pete Bishop.
Basata sulla striscia a fumetti Rockets Passing Overhead di Appleby, la serie è stata trasmessa per la prima volta nel Regno Unito su ITV e in Canada su Teletoon dall'8 luglio 1997 al 27 agosto 1998, per un totale di 13 episodi ripartiti su due stagioni. In Italia è stata trasmessa su RaiSat 2.

## Trama
La serie è incentrata sull'equipaggio di una nave spaziale chiamata Boiling Hell, a cui è stato ordinato di recarsi su un pianeta arido ai margini dell'universo noto come "il pianeta senza nome", in attesa del loro prossimo incarico. L'equipaggio della nave è composto dal Capitano Star, profondamente egocentrico e spesso paranoico, dall'ufficiale scientifico Scarlett, l'ingegnere mutante a nove teste e sei braccia "Limbs" Jones e il timido allevatore di pesci Navigator Black. Successivamente vengono raggiunti da un robot, Jim-Bob-Bob, che si impegna a fare il bucato e vari atti di servitù.

## Episodi

### Prima stagione
| nº | Titolo originale               | Titolo italiano                    | Prima TV USA   | Prima TV Italia |
| -- | ------------------------------ | ---------------------------------- | -------------- | --------------- |
| 1  | The Atomic Alarm Clock         | S.O.S. dalla missione di controllo | 8 luglio 1997  |                 |
| 2  | Day of the Zooties             |                                    | 15 luglio 1997 |                 |
| 3  | The Worm Turns                 | Quelle teste bacate di Jones       | 22 luglio 1997 |                 |
| 4  | No Future                      |                                    | 29 luglio 1997 |                 |
| 5  | Nine Heads are Better than One |                                    | 5 agosto 1997  |                 |
| 6  | Waiting for Sputnik            |                                    | 12 agosto 1997 |                 |

### Seconda stagione
| nº | Titolo originale             | Titolo italiano             | Prima TV USA   | Prima TV Italia |
| -- | ---------------------------- | --------------------------- | -------------- | --------------- |
| 1  | Rocket to Nowhere            | La parte oscura del pianeta | 16 luglio 1998 |                 |
| 2  | It's Written in the Stars    |                             | 23 luglio 1998 |                 |
| 3  | Ned Nova                     |                             | 30 luglio 1998 |                 |
| 4  | The Gravity of the Situation | Il mistero dei 29 capitani  | 6 agosto 1998  |                 |
| 5  | The Collector                |                             | 13 agosto 1998 |                 |
| 6  | The Edge of the Universe     |                             | 20 agosto 1998 |                 |
| 7  | A Galaxy of Stars            | Star contro Star            | 27 agosto 1998 |                 |

## Personaggi e doppiatori

### Personaggi principali
- Capitano Jim Star, voce originale di Richard E. Grant.
- Primo ufficiale Scarlett, voce originale di Denica Fairman.
- Atomic Engine Stoker "Limbs" Jones, voce originale di Adrian Edmondson.
- Navigator Black, voce originale di Kerry Shale e Gary Martin.

### Personaggi secondari
- Capitano Bloater, voce originale di Gary Martin.
- Jasper Quilt, voce originale di Gary Martin.
- Capitano Spratt, voce originale di Denica Fairman.

## Distribuzione

### Trasmissione internazionale
- 8 luglio 1997 nel Regno Unito su ITV;
- 8 luglio 1997 in Canada su Teletoon;
- 5 novembre 1997 in Francia su Canal+;
- 31 marzo 1998 in Polonia su Canal+;
- 6 giugno 1999 in Germania su KiKA;
- In Italia su RaiSat 2;
- In America Latina su Cartoon Network;
- In Québec su Télétoon;
- In Finlandia su Yle TV1.